# Radišići
Radišići su selo u Zapadnoj Hercegovini, dio Općine Ljubuški u Zapadnohercegovačkoj županiji.

## Etimologija
Ime se prvi put spominje u drugoj polovici 16. stoljeća u turskom Defteru (Popisu) iz 1585. kao prijelaz i ljubuškoj nahiji. Najstariji spomen sela Radišići potječe iz Sidžila mostarskog kadije (suca) iz 1632. Biskup fra Marijan Bogdanović prilikom popisa katolika u Župi Veljaci 1768. prvi put popisao katolike iz sela Radišići. U nekim župnim maticama pojavljuje se i naziv Radiščići.  Etnici glase Radišćanin i Radiška.

## Zemljopisni položaj
Radišići su selo u Zapadnoj Hercegovini, smješteno na sjevernoistočnom rubu Ljubuškog polja između Ljubuškog i Proboja, na cesti Ljubuški-Vitina koja povezuje Imotski i Čapljinu. Zemljopisno se nastavljaju na Zabiokovlje. Hidrogeološki, pripadaju porječju Trebižata. Površinom i brojem domaćinstava Radišići se ubrajaju među najveća sela Zapadne Hercegovine. U sklopu sela nalazi se niz zaselaka (»mahala«), uglavnom patronimičkih.

## Podneblje
Radišići pripadaju tzv. niskoj (ravničarskoj) Hercegovini. Najviša kota su Kotarine (369 m). Klima odgovara prijelazu između sredozemne i submediteranske klime zabiokovskog podneblja. Klima je izrazito blaga, posebno u Donjim Radišićima, koji su smješteni prisojno. Sredozemna klima prodire iz Ploča prodolinom između Rilića i Rujnice. Budući da su Gornji Radišići otvoreniji prema sjeveru (Čvrsnici, Veležu), klima je zimi nešto oštrija, zbog jače izloženosti planinskim vjetrovima. Prosječna godišnja temperatura je 26 stupnjeva. Najviše padalina ima u studenom i prosincu. Radišićani razlikuju dvije vrste bure: »velešticu« (puše iz Mostara s Veleža) i »duvanjka« (puše od Duvna).

## Reljef
Područje Radišića krševitog je nejednolikog površinskog reljefa. Donji Radišići smješteni su na ilovači, dok je su na rubu Radiškog polja mlađi riječni nanosi izloženi poplavama početkom hidrološke godine (ujesen). Gornji Radišići smješteni su na krševitoj zaravni s krškim reljefnim oblicima (vrtače, uvale), koja ponegdje prelazi u kamenjar sa škrapama, kamenicama, pećinama i jamama. Leži na vapnenačkim i dolomitnim smeđim tlima s crvenicom (crljenicom), izvorom boksita i poljoprivrednim zemljištem. Mjestimično se nalaze manje nakupine glina (pučki gnjila), u kojima je stanovništvo kopalo bunare (čatrnje), dok su se naplavinski pijesci (pržine) iskorištavali u građevinske svrhe. U Gornjim se Radišićima osim vrtača i uvala javlja i pašnjački kamenjar sa zajednicama niskog grmlja i zakržljalim šumskim područjima po suhom kamenitom tlu, pogodan za ovčarstvo i kozarstvo. Propusno tlo obiluje pukotinama (propuntama) koje brzo upijaju vodu i odvode je u podzemne vode, gutajući sa sobom i crvenicu, što se nepovoljno odražava na poljodjelstvo i degradaciju travnatih zajednica u kamenjar.

## Stanovništvo

### Popisi 1971. – 1991.
| Radišići           |                |                |                |
| godina popisa      | 1991.          | 1981.          | 1971.          |
| Hrvati             | 2450 (97,92 %) | 2388 (99,00 %) | 2369 (99,41 %) |
| Muslimani          | 14 (0,55 %)    | 1 (0,04 %)     | 5 (0,20 %)     |
| Srbi               | 4 (0,15 %)     | 3 (0,12 %)     | 2 (0,08 %)     |
| Jugoslaveni        | 7 (0,27 %)     | 7 (0,29 %)     | 2 (0,08 %)     |
| ostali i nepoznato | 27 (1,07 %)    | 13 (0,53 %)    | 5 (0,20 %)     |
| ukupno             | 2502           | 2412           | 2383           |

### Popis 2013.
| Radišići           |                |
| godina popisa      | 2013.          |
| Hrvati             | 2350 (99,45 %) |
| Srbi               | 5 (0,21 %)     |
| Bošnjaci           | 4 (0,17 %)     |
| ostali i nepoznato | 4 (0,17 %)     |
| ukupno             | 2363           |

## Znamenitosti
Na lokalitetu Dračevica južno od magistralne ceste Vitina – Ljubuški na prostoru od 4 ha arheolog Franjo Fiala je 1894. otkrio ostatke rimskog građevinskog kompleksa veličine 63×47 m. Pronađeni su ulomci keramike, opeke i crijepa, poljodjelskoga oruđa, nakita i novčića, uglavnom careva od 2. do 4. st. te dva nadgrobna natpisa i miljokaz Domicija Aurelijana iz 3. st. Ivo Bojanovski je kompleksu locirao putnu postaju Bigeste, ali je naknadno prevladavalo mišljenje da je u pitanju villa rustica. Pored Dračevice, u smjeru Humca, postoji poljski put širine 4 metra, vjerojatno ostatak trase rimske ceste Salona – Narona.

## Poznate osobe
- Milan Nosić, hrvatski jezikoslovac[11]
- Veselko Koroman, hrvatski pjesnik i akademik
- Ljilja Vokić, bivša ministrica u Vladi Republike Hrvatske
- Vladimir Ereš, franjevac
- Rudi Tomić, publicist
- Zoran Tomić, sveučilišni profesor
- Matej Hrstić, rukometaš Hrvatske reprezentacije i PPD Zagreb